# Поташевская (Верхоледское сельское поселение)
Поташевская — деревня в Шенкурском районе Архангельской области. Входит в состав муниципального образования «Верхоледское».

## География
Деревня расположена в южной части Архангельской области, в таёжной зоне, в пределах северной части Русской равнины, в 71 километрах на северо-запад от города Шенкурска, на левом берегу реки Ледь, притока Ваги. Ближайшие населённые пункты: на западе деревня Ивлевская.
Часовой пояс
Поташевская, как и вся Архангельская область, находится в часовой зоне МСК (московское время). Смещение применяемого времени относительно UTC составляет +3:00.

## Население
| 2002 | 2010 | 2012 |
| ---- | ---- | ---- |
| 7    | ↗9   | ↘8   |

## История
Указана в «Списке населённых мест по сведениям 1859 года» в составе 1-го стана Шенкурского уезда Архангельской губернии под номером «2201» как «Поташевская (Лотинина)». Насчитывала 10 дворов, 41 жителя мужского пола и 43 женского.
В «Списке населённых мест Архангельской губернии к 1905 году» деревня Поташевская (Антипина) насчитывает 18 дворов, 77 мужчин и 88 женщин. В административном отношении деревня входила в состав Котажского сельского общества Великониколаевской волости.
В 1911 году деревня оказалась в составе новой Котажско-Верхоледской волости, которая выделилась из Великониколаевской. На 1 мая 1922 года в поселении 32 двора, 56 мужчин и 89 женщин.